# Jemen na letnich igrzyskach olimpijskich
Jemen wystartował po raz pierwszy na letnich IO w 1984 roku na igrzyskach w Los Angeles jako Jemeńska Republika Arabska. Cztery lata później, w Seulu, obok Jemenu wystartowała również Ludowo-Demokratyczna Republika Jemenu (Jemen Południowy). Po zjednoczeniu państw w 1990 roku, zawodnicy z Republiki Jemenu wzięli udział w igrzyskach w Barcelonie w 1992 r. i od tamtej pory wystartowali na wszystkich letnich igrzyskach. Do tej pory Jemen nie zdobył żadnych medali.

## Klasyfikacja medalowa
| Olimpiada           | Złoto | Srebro | Brąz | Razem |
| ------------------- | ----- | ------ | ---- | ----- |
| 1984 Los Angeles    | 0     | 0      | 0    | 0     |
| 1988 Seul           | 0     | 0      | 0    | 0     |
| 1992 Barcelona      | 0     | 0      | 0    | 0     |
| 1996 Atlanta        | 0     | 0      | 0    | 0     |
| 2000 Sydney         | 0     | 0      | 0    | 0     |
| 2004 Ateny          | 0     | 0      | 0    | 0     |
| 2008 Pekin          | 0     | 0      | 0    | 0     |
| 2012 Londyn         | 0     | 0      | 0    | 0     |
| 2016 Rio de Janerio | 0     | 0      | 0    | 0     |
| 2020 Tokio          | 0     | 0      | 0    | 0     |
| Razem               | 0     | 0      | 0    | 0     |